# 茂陵站
茂陵火车站是陇海线上的一个小站，因靠近汉茂陵而得名，位置在陕西省咸阳市秦都区马泉街道办事处辖区内。其附近有一个农贸市场名“茂陵市场”。此地周围有拖拉机配件厂，陕西省第一内燃机配件厂，陕西第二内燃机配件厂，陕西省第二针织厂，陕西省纺织机械配件厂，陕西省工程机电学校等企事业单位。此地每逢周日有集会，车辆不通。
茂陵火车站去汉茂陵还有10里左右，当地居民习称此地为“茂陵”，而称汉茂陵为“茂陵博物馆”。因此常发生去汉茂陵的游客误到此地的事情。正确的去汉茂陵的路线是在咸阳市区乘坐去兴平市的公交车，经停茂陵博物馆。

## 車站周邊
- 宇都职业技术学校
- 咸阳师范学院秦都校区
- 中国邮政储蓄银行茂陵支行
- 陕西省茂陵技工学校
- 陕西省纺织工业技能培训基地
- 咸阳谐和技术学校